# Стёпкин, Юрий Викторович
Ю́рий Ви́кторович Стёпкин (род. 15 октября 1971, Курск) — российский дзюдоист, бронзовый призёр Олимпийских игр. Заслуженный мастер спорта России.
В конце 2000-х годов был министром физической культуры, спорта и туризма Челябинской области, в настоящее время — заместитель руководителя Департамента организации и проведения мероприятий Федерации дзюдо России в Уральском федеральном округе.

## Карьера
Тренировался под руководством Александра Миллера.
На Олимпийских играх в Сиднее завоевал бронзовую медаль в весовой категории до 100 килограмм.
Шестикратный чемпион России, серебряный и бронзовый призёр первенства.

## Образование
Выпускник Курского государственного технического университета и УралГУФКа.

## Награды
- Медаль ордена «За заслуги перед Отечеством» I степени (12 октября 2022) — за вклад в развитие физической культуры и популяризацию отечественного спорта[5]